# Palazzo Avogli Trotti
Palazzo Avogli Trotti è un palazzo storico di origine rinascimentale che si trova a Ferrara in via Montebello.

## Storia

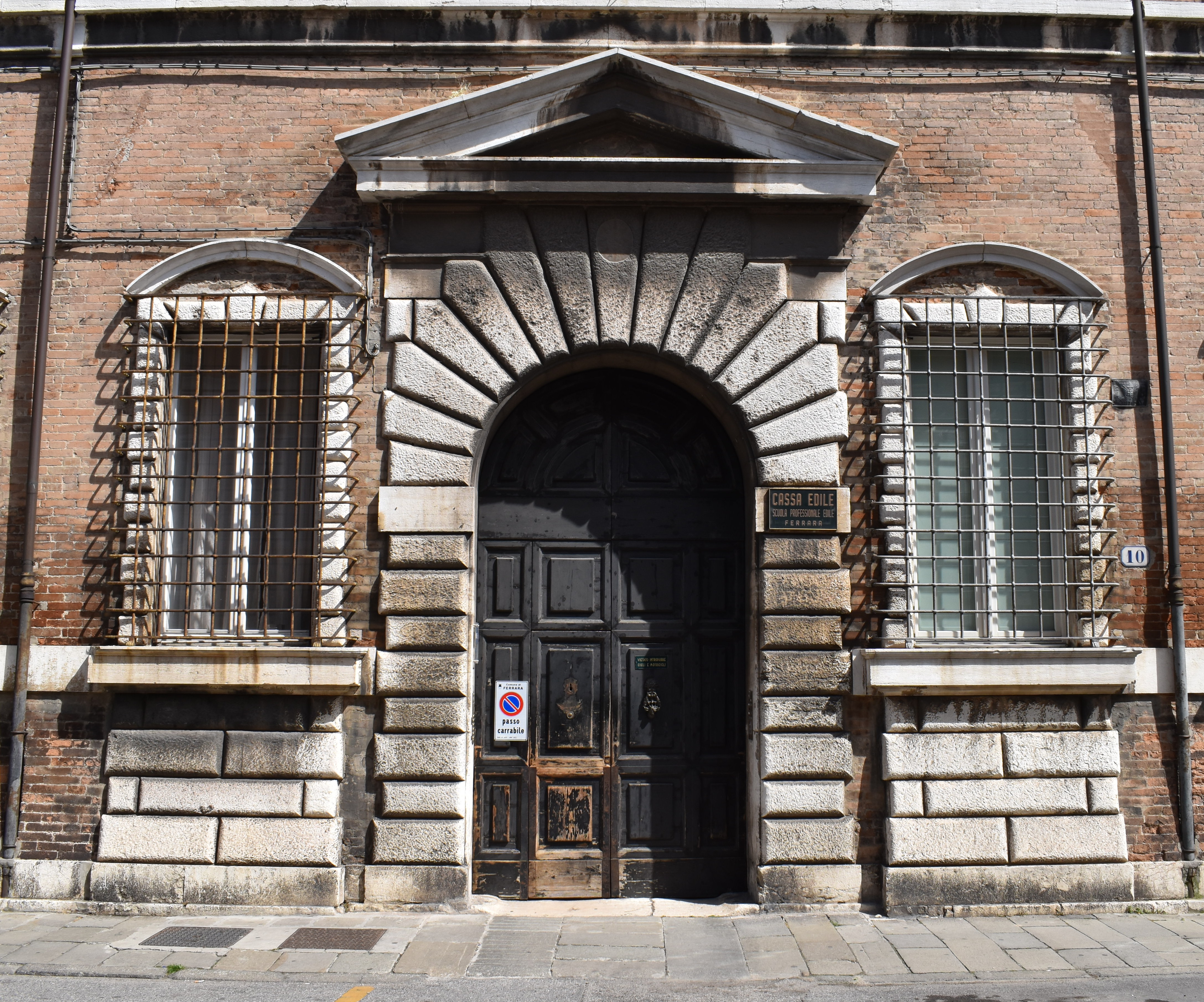
Portale monumentale di palazzo Avogli Trotti in via Montebello a Ferrara

Il palazzo appartenne all'"infame gabelliere Fabretti da Fiume", soprannominato lo "Sfisà" (lo Sfregiato) e venne progettato da Alberto Schiatti nel XVI secolo. L'edificio divenne presto proprietà della nobile famiglia dei conti Avogli Trotti, che risiedette a Ferrara dal XIV secolo sino al XX secolo. Uno dei suoi membri, il conte Renato Avogli Trotti, fu antiquario a Parigi. Dopo il terremoto di Ferrara del 1570 il palazzo venne seriamente danneggiato e la sua facciata fu oggetto di un intervento di recupero affidato a Giovan Battista Aleotti.

## Descrizione
Il palazzo si trova a Ferrara in via Montebello al numero 10. Venne costruito nella zona cittadina che ampliò la città dopo l'Addizione Erculea. La facciata si alza su tre piani in laterizio (tipico cotto ferrarese) e al piano terra ha un portale monumentale bugnato con arco a tutto sesto abbassato e sormontato in asse dal grande frontone triangolare con timpano. Vi sono tre grandi finestre con inferriate per ogni lato che sono caratterizzate anche dai frontoni che si alternano tra triangolari e curvilinei. Al piano nobile vi sono sette grandi finestre, anche queste con frontoni che si alternano. Il piano superiore ha ancora sette finestre con cornici più semplici e senza frontoni. La facciata posteriore, a destra, ha una torretta a due piani. L'atrio al quale si accede dal portale su via Montebello permette il collegamento tra la strada e il cortile privato interno con un porticato a retto da colonne con cinque fornici a tutto sesto. All'interno, al piano nobile, si conservano cinque soffitti decorati durante gli interventi del XIX secolo. Due di questi sono a cassettoni in legno arricchiti da stucchi e dipinti, attribuiti a Giuseppe Migliari raffiguranti divinità mitologiche.